# Mancha Real
Mancha Real er en by og kommune i det sydlige Spanien i provinsen Jaén. Den har et indbyggertal på 11.385 (2024) indbyggere.